# Liste der maltesischen Orden und Ehrenzeichen

Wappen von Malta

Diese Liste gibt einen Überblick über die maltesischen Orden und Ehrenzeichen.
- Xirka ta Gieh ir-Repubblika
- Midalja ghall-Qadi tar-Repubblika
- Mildaja ghall-Qlubijal
- National Order of Merit